# Polythore vittata
Polythore vittata – gatunek ważki z rodziny Polythoridae. Występuje na terenie Ameryki Południowej.